# План «Перехват»
Перехват — применяемое в России общее название группы установленных сигналов оповещения для сбора личного состава полиции (ранее — милиции) по осуществлению неотложных оперативно-розыскных мероприятий при получении сообщения о незаконном завладении автомототранспортным средством, дорожно-транспортном происшествии, с места которого транспортное средство скрылось.
Свой план имеется в каждом МВД, ГУВД, УВД, районном ОВД. В зависимости от того, какой именно план введён, «перехват» бывает районным, городским, республиканским и т. п.
При введении плана «Перехват» создаётся оперативная группа, координирующая все действия в зоне поиска. Для «перехвата» могут привлекаться только силы, штатно участвующие в охране общественного порядка на данной территории («Перехват-1»), а могут быть привлечены дополнительные подразделения («Перехват»). Каждый участник поисковых мероприятий занимает заранее определённую в плане позицию, либо работает по заранее определённому маршруту патрулирования.
Помимо подразделений МВД, оперативная группа может оповещать о проведении «перехвата» другие службы, оснащённые радиосвязью — такси, аварийные службы, и т. п. Им также передаются ориентировки на разыскиваемые транспортные средства.

## План «Крепость»
Режим особого положения для сотрудников милиции для пресечения захвата собственных объектов внутренних войск.